# SMS Aspern
Le SMS Aspern était un croiseur protégé de classe Zenta construit par l'Autriche-Hongrie à partir de 1897.